# Celtic Glasgow/Saison 1996/97
Die Celtic Glasgow Saison 1996/97 war die 103. Spielzeit des schottischen Fußballvereins aus Glasgow seit deren Gründung am 6. November 1887. In dieser Saison wurde Celtic Vizemeister in der nationalen Meisterschaft. Im nationalen Pokal schied der Verein im Halbfinale aus, im Ligapokal im Viertelfinale. In der 1. Runde des UEFA-Pokals unterlag Celtic dem Hamburger SV. In dieser Zeit erlebte der Klub eine sportliche Flaute. Nachdem der Geschäftsmann Fergus McCann die Kontrolle des Vereins übernahm und vor dem Konkurs rettete, ging es ab der Saison 1997/98 erfolgreich weiter. Der heimische Celtic Park befand sich während der Saison im Umbau zu einem reinen Sitzplatzstadion und war während dieser Zeit teilweise nur für 47.000 Zuschauer zugelassen.

## Personalien

### Kader
| Nat.        | Name                 | Geburtsdatum  | im Verein seit | vorheriger Verein      |
| Torhüter    | Torhüter             | Torhüter      | Torhüter       | Torhüter               |
| ----------- | -------------------- | ------------- | -------------- | ---------------------- |
| Irland      | Pat Bonner           | 24. Mai 1960  | 1978           | Leicester City, Jugend |
| Irland      | James Gallagher *    | 13. Feb. 1980 | 1996           | Glenea United          |
| Schottland  | Stewart Kerr         | 13. Nov. 1974 | 1991           | eigene Jugend          |
| Schottland  | Gordon Marshall      | 19. Apr. 1964 | 1991           | FC Falkirk             |
| Schottland  | Andy McCondichie *   | 21. Aug. 1977 | 1995           | eigene Jugend          |
| Abwehr      |                      |               |                |                        |
| Italien     | Enrico Annoni        | 10. Juli 1966 | 1996           | AS Rom                 |
| Schottland  | Marc Anthony *       | 28. März 1978 | 1996           | eigene Jugend          |
| Schottland  | Tom Boyd             | 24. Nov. 1965 | 1992           | FC Chelsea             |
| Nordirland  | John Convery *       | 1. Apr. 1980  | 1997           | eigene Jugend          |
| Schottland  | John Hughes          | 9. Sep. 1964  | 1995           | FC Falkirk             |
| Schottland  | Paddy Kelly          | 26. Apr. 1978 | 1996           | eigene Jugend          |
| Nordirland  | Gerry Lyttle         | 27. Nov. 1977 | 1996           | eigene Jugend          |
| Schottland  | Malky Mackay         | 19. Feb. 1972 | 1993           | FC Queen’s Park        |
| Schottland  | Tosh McKinlay        | 3. Dez. 1964  | 1994           | Heart of Midlothian    |
| Schottland  | Jackie McNamara      | 24. Okt. 1973 | 1995           | Dunfermline Athletic   |
| Schottland  | Brian O’Neil         | 6. Sep. 1972  | 1991           | eigene Jugend          |
| England     | Alan Stubbs          | 6. Okt. 1971  | 1996           | Bolton Wanderers       |
| Mittelfeld  |                      |               |                |                        |
| Irland      | Gerard Crossley *    | 5. Feb. 1980  | 1996           | eigene Jugend          |
| Schottland  | Simon Donnelly       | 1. Dez. 1974  | 1993           | FC Queen’s Park        |
| Schottland  | Peter Grant          | 30. Aug. 1965 | 1982           | eigene Jugend          |
| Schottland  | Stuart Gray          | 18. Dez. 1973 | 1992           | eigene Jugend          |
| Schottland  | David Hannah         | 4. Aug. 1973  | 1996           | Dundee United          |
| Schottland  | John-Paul McBride    | 28. Nov. 1978 | 1995           | eigene Jugend          |
| Schottland  | Paul McStay          | 22. Okt. 1964 | 1981           | eigene Jugend          |
| Schottland  | Phil O’Donnell       | 25. März 1972 | 1994           | FC Motherwell          |
| Danemark    | Morten Wieghorst     | 25. Feb. 1971 | 1995           | FC Dundee              |
| Angriff     |                      |               |                |                        |
| Portugal    | Jorge Cadete         | 27. Aug. 1968 | 1996           | Sporting Lissabon      |
| Italien     | Paolo Di Canio       | 9. Juli 1968  | 1996           | AC Mailand             |
| Schottland  | Barry Elliott *      | 24. Okt. 1978 | 1996           | eigene Jugend          |
| Schottland  | Chris Hay            | 28. Aug. 1974 | 1993           | eigene Jugend          |
| England     | Tommy Johnson        | 15. Jan. 1971 | 1997           | Aston Villa            |
| Schottland  | Brian McLaughlin     | 14. Mai 1974  | 1992           | eigene Jugend          |
| Deutschland | Andreas Thom         | 7. Sep. 1965  | 1995           | Bayer 04 Leverkusen    |
| Niederlande | Pierre van Hooijdonk | 29. Nov. 1969 | 1995           | NAC Breda              |

#### Transfers
| Zugänge | Abgänge |
| --- | --- |
| Sommer 1996 - Enrico Annoni (AS Rom) - Jorge Cadete (Sporting Lissabon) - Gerard Crossley (eigene Jugend) - Paolo Di Canio (AC Mailand) - Barry Elliott (eigene Jugend) - James Gallagher (Glenea United) - David Hannah (Dundee United) - Paddy Kelly (eigene Jugend) - Gerry Lyttle (eigene Jugend) - Alan Stubbs (Bolton Wanderers) Winter 1996/97 - John Convery (eigene Jugend) - Tommy Johnson (Aston Villa) | Sommer 1996 - Mike Galloway (Karriereende) - Rudi Vata (Apollon Limassol) - John Collins (AS Monaco) - Lee Martin (Bristol Rovers) - John Hughes (Hibernian Edinburgh) Winter 1996/97 - Brian O’Neil (Nottingham Forest) a. - Pierre van Hooijdonk (Nottingham Forest) |

## Spielkleidung
| Heim | Auswärts |

## Saison

### Liga
Celtic Glasgow wurde in einem sehr engen Titelrennen zwischen den beiden Old-Firm-Teams Vizemeister hinter den Glasgow Rangers. Celtic blieb stets Zweiter und führte die Tabelle Anfang November nur für ein paar Tage an, blieb den Rangers aber dicht auf den Fersen und lag meist nur ein paar Punkte hinter ihnen und manchmal auch nur aufgrund der Tordifferenz. Allerdings vergrößerte sich der Punkterückstand im November und Dezember 1996. Nach einem 1:0-Sieg im Celtic Park beim letzten Aufeinandertreffen der beiden Mannschaften dieser Saison zogen die Rangers im Titelrennen deutlich an die Spitze, was zur Entlassung von Trainer Tommy Burns drei Spieltage vor Saisonende führte. Celtic holte an 36 Spieltagen 23 Siege, 6 Unentschieden und 7 Niederlagen bei einem Torverhältnis von 78:32. Celtic stellte mit Jorge Cadete den Torschützenkönig der 25 Tore erzielte. Mit 32 Gegentoren stellte Celtic zudem die beste Abwehr der Liga.
| ST | Datum              | Gegner               | Ort      | Ergebnis | Tor(e) für Celtic Glasgow                               |
| -- | ------------------ | -------------------- | -------- | -------- | ------------------------------------------------------- |
| 1  | 10. August 1996    | FC Aberdeen          | Auswärts | 2:2      | van Hooijdonk, Thom                                     |
| 2  | 17. August 1996    | Raith Rovers         | Heim     | 4:1      | van Hooijdonk, Thom (2×), Donnelly                      |
| 3  | 24. August 1996    | FC Kilmarnock        | Auswärts | 3:1      | Di Canio, Thom, Cadete                                  |
| 4  | 7. September 1996  | Hibernian Edinburgh  | Heim     | 5:0      | McGinlay (Eigentor), Cadete (2×), O’Neil, van Hooijdonk |
| 5  | 14. September 1996 | Dundee United        | Auswärts | 2:1      | van Hooijdonk, Mackay                                   |
| 6  | 21. September 1996 | Dunfermline Athletic | Heim     | 5:1      | Cadete, Di Canio (2×), van Hooijdonk (2×)               |
| 7  | 28. September 1996 | Glasgow Rangers      | Auswärts | 0:2      |                                                         |
| 8  | 12. Oktober 1996   | FC Motherwell        | Heim     | 1:0      | van Hooijdonk                                           |
| 9  | 20. Oktober 1996   | Heart of Midlothian  | Auswärts | 2:2      | van Hooijdonk (2×)                                      |
| 10 | 26. Oktober 1996   | Hibernian Edinburgh  | Auswärts | 4:0      | Thom (2×), van Hooijdonk, Donnelly                      |
| 11 | 2. November 1996   | FC Aberdeen          | Heim     | 1:0      | Di Canio                                                |
| 12 | 14. November 1996  | Glasgow Rangers      | Heim     | 0:1      |                                                         |
| 13 | 29. Januar 1997 1  | Dunfermline Athletic | Auswärts | 2:0      | McStay, Cadete                                          |
| 14 | 30. November 1996  | Heart of Midlothian  | Heim     | 2:2      | O’Neil, Di Canio                                        |
| 15 | 7. Dezember 1996   | FC Motherwell        | Auswärts | 1:2      | Hay                                                     |
| 16 | 8. Januar 1997 1   | FC Kilmarnock        | Heim     | 6:0      | Cadete (3×), McNamara, Wieghorst, Hay                   |
| 17 | 14. Januar 1997 1  | Raith Rovers         | Auswärts | 2:1      | Cadete, Hay                                             |
| 18 | 21. Dezember 1996  | Dundee United        | Heim     | 1:0      | O’Donnell                                               |
| 19 | 26. Dezember 1996  | FC Aberdeen          | Auswärts | 2:1      | Cadete, Di Canio                                        |
| 20 | 28. Dezember 1996  | Dunfermline Athletic | Heim     | 4:2      | Cadete (2×), van Hooijdonk, Donnelly                    |
| 21 | 2. Januar 1997     | Glasgow Rangers      | Auswärts | 1:3      | Di Canio                                                |
| 22 | 4. Januar 1997     | FC Motherwell        | Heim     | 5:0      | Di Canio, van Hooijdonk, Cadete (2×), Wieghorst         |
| 23 | 11. Januar 1997    | Heart of Midlothian  | Auswärts | 2:1      | Cadete (2×)                                             |
| 24 | 18. Januar 1997    | Hibernian Edinburgh  | Heim     | 4:1      | van Hooijdonk (2×), McLaughlin, Cadete                  |
| 25 | 1. Februar 1997    | Dundee United        | Auswärts | 0:1      |                                                         |
| 26 | 6. Februar 1997    | Raith Rovers         | Heim     | 2:0      | Di Canio, Cadete                                        |
| 27 | 22. Februar 1997   | FC Motherwell        | Auswärts | 1:0      | Cadete                                                  |
| 28 | 1. März 1997       | Heart of Midlothian  | Heim     | 2:0      | Cadete, Di Canio                                        |
| 29 | 11. März 1997      | FC Kilmarnock        | Auswärts | 0:2      |                                                         |
| 30 | 16. März 1997      | Glasgow Rangers      | Heim     | 0:1      |                                                         |
| 31 | 22. März 1997      | Dunfermline Athletic | Auswärts | 2:2      | O’Donnell, Donnelly                                     |
| 32 | 5. April 1997      | Raith Rovers         | Auswärts | 1:1      | Di Canio                                                |
| 33 | 7. Mai 1997 1      | FC Kilmarnock        | Heim     | 0:0      |                                                         |
| 34 | 20. April 1997     | FC Aberdeen          | Heim     | 3:0      | Cadete (2×), Donnelly                                   |
| 35 | 4. Mai 1997        | Hibernian Edinburgh  | Auswärts | 3:1      | Cadete (2×), Di Canio                                   |
| 36 | 10. Mai 1997       | Dundee United        | Heim     | 3:0      | Cadete, Hay, Johnson                                    |

### Abschlusstabelle
| Pl. | Verein                   | Sp. | S  | U  | N  | Tore    | Diff. | Punkte |
| --- | ------------------------ | --- | -- | -- | -- | ------- | ----- | ------ |
| 1.  | Glasgow Rangers (M, P)   | 36  | 25 | 5  | 6  | 085:330 | +52   | 80     |
| 2.  | Celtic Glasgow           | 36  | 23 | 6  | 7  | 078:320 | +46   | 75     |
| 3.  | Dundee United (N)        | 36  | 17 | 9  | 10 | 046:330 | +13   | 60     |
| 4.  | Heart of Midlothian      | 36  | 14 | 10 | 12 | 046:430 | +3    | 52     |
| 5.  | Dunfermline Athletic (N) | 36  | 12 | 9  | 15 | 052:650 | −13   | 45     |
| 6.  | FC Aberdeen (L)          | 36  | 10 | 14 | 12 | 045:540 | −9    | 44     |
| 7.  | FC Kilmarnock            | 36  | 11 | 6  | 19 | 041:610 | −20   | 39     |
| 8.  | FC Motherwell            | 36  | 9  | 11 | 16 | 044:550 | −11   | 38     |
| 9.  | Hibernian Edinburgh      | 36  | 9  | 11 | 16 | 038:550 | −17   | 38     |
| 10. | Raith Rovers             | 36  | 6  | 7  | 23 | 029:730 | −44   | 25     |

Platzierungskriterien: 1. Punkte – 2. Tordifferenz – 3. geschossene Tore

| Legende                | Legende                                                             |
| Saison 1996/97         | Saison 1996/97                                                      |
| ---------------------- | ------------------------------------------------------------------- |
|                        | Schottischer Meister und Teilnahme am UEFA Champions League 1997/98 |
|                        | Teilnahme am UEFA-Pokal 1997/98                                     |
|                        | Teilnahme am Europapokal der Pokalsieger 1997/98                    |
|                        | Absteiger in die First Division                                     |
| Zum Saisonende 1995/96 |                                                                     |
| (M)                    | Meister des Vorjahres                                               |
| (P)                    | Pokalsieger des Vorjahres                                           |
| (L)                    | Ligapokalsieger des Vorjahres                                       |
| (N)                    | Aufsteiger aus der First Division                                   |

### Tabellenverlauf
|                        | 1 | 2 | 3 | 4 | 5 | 6 | 7 | 8 | 9 | 10 | 11 | 12 | 13 | 14 | 15 | 16 | 17 | 18 | 19 | 20 | 21 | 22 | 23 | 24 | 25 | 26 | 27 | 28 | 29 | 30 | 31 | 32 | 33 | 34 | 35 | 36 |
| ---------------------- | - | - | - | - | - | - | - | - | - | -- | -- | -- | -- | -- | -- | -- | -- | -- | -- | -- | -- | -- | -- | -- | -- | -- | -- | -- | -- | -- | -- | -- | -- | -- | -- | -- |
| Celtic Glasgow         | 4 | 2 | 2 | 2 | 2 | 2 | 2 | 2 | 2 | 2  | 1  | 2  | 2  | 2  | 2  | 2  | 2  | 2  | 2  | 2  | 2  | 2  | 2  | 2  | 2  | 2  | 2  | 2  | 2  | 2  | 2  | 2  | 2  | 2  | 2  | 2  |
| Stand: Ende der Saison |   |   |   |   |   |   |   |   |   |    |    |    |    |    |    |    |    |    |    |    |    |    |    |    |    |    |    |    |    |    |    |    |    |    |    |    |

## UEFA-Pokal
Celtic Glasgow nahm zum dritten Mal in folge am Europapokal teil. In der Qualifikation für den UEFA-Pokal trat Celtic gegen den tschechischen Verein 1. FC Košice an. Im Hinspiel gab es ein 0:0-Unentschieden, in dem Torhüter Gordon Marshall einen Elfmeter parierte. In der 55. Minute wurde Simon Donnelly nach einem Foul gegen Vladimír Janočko zum ersten Mal in seiner Karriere vom Platz gestellt. Im Rückspiel gab Paolo Di Canio sein Debüt in der ersten Mannschaft von Celtic, nachdem er die ersten Spiele der Saison verletzungsbedingt verpasst hatte. Pierre van Hooijdonk verschoss in der Partie einen Elfmeter. Ein spätes Tor von Jorge Cadete in der 87. Spielminute brachte Celtic in die nächste Runde. Als nächster Gegner wartete der Hamburger SV aus Deutschland. Im Celtic Park verlor das Team von Tommy Burns das Hinspiel nach einem frühen Tor der Hamburger durch Karsten Bäron in der 3. Spielminute und einen Treffer von Markus Schupp (70.) mit 0:2. Im Rückspiel im Volksparkstadion stellte der belarussische Schiedsrichter Wadsim Schuk in der ersten Halbzeit Abwehrchef Malky Mackay (22.) und John Hughes (42.) mit der Gelb-Roten Karte vom Platz. Bei den Hamburgern sah Markus Schupp ebenfalls die Ampelkarte. Hamburg gewann das Spiel durch Tore von Karsten Bäron und André Breitenreiter erneut mit 2:0.
| Runde         | Datum              | Gegner       | Ort      | Ergebnis | Tor für Celtic Glasgow |
| ------------- | ------------------ | ------------ | -------- | -------- | ---------------------- |
| Qualifikation | 6. August 1996     | 1. FC Košice | Auswärts | 0:0      |                        |
| Qualifikation | 20. August 1996    | 1. FC Košice | Heim     | 1:0      | Cadete                 |
| 1. Runde      | 10. September 1996 | Hamburger SV | Heim     | 0:2      |                        |
| 1. Runde      | 24. September 1996 | Hamburger SV | Auswärts | 0:2      |                        |

## Scottish FA Cup
Celtic Glasgow stieg in der 3. Runde gegen den Zweitligisten FC Clydebank in den schottischen Pokal ein. Nach einem 5:0-Sieg kam Celtic im Achtelfinale gegen Hibernian Edinburgh nach dem Wiederholungsspiel weiter. Im Viertelfinale schlug Celtic die Glasgow Rangers im Old Firm. Im Halbfinale im Hampden Park gegen den Zweitligisten FC Falkirk verlor Celtic nach dem Wiederholungsspiel.
| Runde                             | Datum            | Gegner              | Ort        | Ergebnis | Tor(e) für Celtic Glasgow                    |
| --------------------------------- | ---------------- | ------------------- | ---------- | -------- | -------------------------------------------- |
| 3. Runde                          | 26. Januar 1997  | FC Clydebank        | Auswärts   | 5:0      | Cadete (2×), MacKay, van Hooijdonk, Di Canio |
| Achtelfinale                      | 17. Februar 1997 | Hibernian Edinburgh | Auswärts   | 1:1      | O’Donnell                                    |
| Achtelfinale (Wiederholungsspiel) | 26. Februar 1997 | Hibernian Edinburgh | Heim       | 2:0      | O’Donnell, Di Canio                          |
| Viertelfinale                     | 6. März 1997     | Glasgow Rangers     | Heim       | 2:0      | MacKay, Di Canio                             |
| Halbfinale                        | 12. April 1997   | FC Falkirk          | Heim 1     | 1:1      | Johnson                                      |
| Halbfinale (Wiederholungsspiel)   | 23. April 1997   | FC Falkirk          | Auswärts 1 | 0:1      |                                              |

## Scottish League Cup
Celtic Glasgow stieg in der 2. Runde gegen den Drittligisten FC Clyde in den schottischen Ligapokal ein. Nach einem 3:1-Sieg kam Celtic in der 3. Runde gegen den Viertligisten Alloa Athletic zu einem 5:1-Sieg. Im Viertelfinale verlor Celtic gegen den späteren Finalisten Heart of Midlothian mit 0:1 in der Verlängerung.
| Runde         | Datum              | Gegner              | Ort      | Ergebnis  | Tor(e) für Celtic Glasgow        |
| ------------- | ------------------ | ------------------- | -------- | --------- | -------------------------------- |
| 2. Runde      | 13. August 1996    | FC Clyde            | Auswärts | 3:1       | Cadete (2×), Thom                |
| 3. Runde      | 4. September 1996  | Alloa Athletic      | Auswärts | 5:1       | Cadete (3×), Thom, van Hooijdonk |
| Viertelfinale | 17. September 1996 | Heart of Midlothian | Auswärts | 0:1 n. V. |                                  |

## Statistiken

### Spielerstatistiken
| Spieler              | Scottish Premier Division | Scottish Premier Division | Scottish Premier Division | Scottish Premier Division | UEFA-Pokal | UEFA-Pokal | UEFA-Pokal  | UEFA-Pokal | Scottish FA Cup | Scottish FA Cup | Scottish FA Cup | Scottish FA Cup | Scottish League Cup | Scottish League Cup | Scottish League Cup | Scottish League Cup | Total    | Total | Total       | Total      |
| Spieler              | Einsätze                  | Tore                      | Gelbe Karte               | Rote Karte                | Einsätze   | Tore       | Gelbe Karte | Rote Karte | Einsätze        | Tore            | Gelbe Karte     | Rote Karte      | Einsätze            | Tore                | Gelbe Karte         | Rote Karte          | Einsätze | Tore  | Gelbe Karte | Rote Karte |
| -------------------- | ------------------------- | ------------------------- | ------------------------- | ------------------------- | ---------- | ---------- | ----------- | ---------- | --------------- | --------------- | --------------- | --------------- | ------------------- | ------------------- | ------------------- | ------------------- | -------- | ----- | ----------- | ---------- |
| Enrico Annoni        | 3                         | 0                         | 2                         | 0                         | 0          | 0          | 0           | 0          | 2               | 0               | 1               | 0               | 0                   | 0                   | 0                   | 0                   | 5        | 0     | 3           | 0          |
| Marc Anthony         | 1                         | 0                         | 0                         | 0                         | 0          | 0          | 0           | 0          | 0               | 0               | 0               | 0               | 0                   | 0                   | 0                   | 0                   | 1        | 0     | 0           | 0          |
| Pat Bonner           | 0                         | 0                         | 0                         | 0                         | 0          | 0          | 0           | 0          | 0               | 0               | 0               | 0               | 0                   | 0                   | 0                   | 0                   | 0        | 0     | 0           | 0          |
| Tom Boyd             | 28                        | 0                         | 5                         | 0                         | 4          | 0          | 0           | 0          | 5               | 0               | 2               | 0               | 3                   | 0                   | 1                   | 0                   | 40       | 0     | 8           | 0          |
| Jorge Cadete         | 31                        | 25                        | 1                         | 0                         | 4          | 1          | 0           | 0          | 5               | 2               | 1               | 0               | 3                   | 5                   | 0                   | 0                   | 43       | 33    | 2           | 0          |
| John Convery         | 0                         | 0                         | 0                         | 0                         | 0          | 0          | 0           | 0          | 0               | 0               | 0               | 0               | 0                   | 0                   | 0                   | 0                   | 0        | 0     | 0           | 0          |
| Gerard Crossley      | 0                         | 0                         | 0                         | 0                         | 0          | 0          | 0           | 0          | 0               | 0               | 0               | 0               | 0                   | 0                   | 0                   | 0                   | 0        | 0     | 0           | 0          |
| Paolo Di Canio       | 24                        | 12                        | 6                         | 1                         | 3          | 0          | 0           | 0          | 6               | 3               | 1               | 0               | 2                   | 0                   | 1                   | 0                   | 35       | 15    | 8           | 1          |
| Simon Donnelly       | 28                        | 5                         | 1                         | 0                         | 2          | 0          | 0           | 0          | 2               | 0               | 0               | 0               | 3                   | 0                   | 0                   | 0                   | 35       | 5     | 1           | 0          |
| Barry Elliott        | 1                         | 0                         | 0                         | 0                         | 0          | 0          | 0           | 0          | 0               | 0               | 0               | 0               | 0                   | 0                   | 0                   | 0                   | 1        | 0     | 0           | 0          |
| James Gallagher      | 0                         | 0                         | 0                         | 0                         | 0          | 0          | 0           | 0          | 0               | 0               | 0               | 0               | 0                   | 0                   | 0                   | 0                   | 0        | 0     | 0           | 0          |
| Peter Grant          | 22                        | 0                         | 3                         | 0                         | 4          | 0          | 0           | 0          | 0               | 0               | 0               | 0               | 3                   | 0                   | 2                   | 1                   | 29       | 0     | 5           | 1          |
| Stuart Gray          | 11                        | 0                         | 0                         | 0                         | 0          | 0          | 0           | 0          | 0               | 0               | 0               | 0               | 1                   | 0                   | 0                   | 0                   | 12       | 0     | 0           | 0          |
| David Hannah         | 16                        | 0                         | 3                         | 0                         | 0          | 0          | 0           | 0          | 4               | 0               | 0               | 0               | 0                   | 0                   | 0                   | 0                   | 20       | 0     | 3           | 0          |
| Chris Hay            | 13                        | 4                         | 1                         | 0                         | 0          | 0          | 0           | 0          | 2               | 0               | 0               | 0               | 0                   | 0                   | 0                   | 0                   | 15       | 4     | 1           | 0          |
| John Hughes          | 5                         | 0                         | 3                         | 1                         | 2          | 0          | 1           | 1          | 0               | 0               | 0               | 0               | 2                   | 0                   | 1                   | 0                   | 9        | 0     | 5           | 2          |
| Tommy Johnson        | 4                         | 1                         | 1                         | 0                         | 0          | 0          | 0           | 0          | 2               | 1               | 0               | 0               | 0                   | 0                   | 0                   | 0                   | 6        | 2     | 1           | 0          |
| Paddy Kelly          | 1                         | 0                         | 0                         | 0                         | 0          | 0          | 0           | 0          | 0               | 0               | 0               | 0               | 0                   | 0                   | 0                   | 0                   | 1        | 0     | 0           | 0          |
| Stewart Kerr         | 24                        | 0                         | 1                         | 0                         | 0          | 0          | 0           | 0          | 6               | 0               | 0               | 0               | 0                   | 0                   | 0                   | 0                   | 30       | 0     | 1           | 0          |
| Gerry Lyttle         | 0                         | 0                         | 0                         | 0                         | 0          | 0          | 0           | 0          | 0               | 0               | 0               | 0               | 0                   | 0                   | 0                   | 0                   | 0        | 0     | 0           | 0          |
| Malky Mackay         | 17                        | 1                         | 4                         | 1                         | 2          | 1          | 1           | 0          | 4               | 1               | 1               | 0               | 1                   | 0                   | 0                   | 0                   | 24       | 3     | 6           | 1          |
| Gordon Marshall      | 10                        | 0                         | 1                         | 1                         | 4          | 0          | 0           | 0          | 0               | 0               | 0               | 0               | 3                   | 0                   | 0                   | 0                   | 17       | 0     | 1           | 1          |
| John-Paul McBride    | 2                         | 0                         | 0                         | 0                         | 0          | 0          | 0           | 0          | 0               | 0               | 0               | 0               | 0                   | 0                   | 0                   | 0                   | 2        | 0     | 0           | 0          |
| Andy McCondichie     | 0                         | 0                         | 0                         | 0                         | 0          | 0          | 0           | 0          | 0               | 0               | 0               | 0               | 0                   | 0                   | 0                   | 0                   | 0        | 0     | 0           | 0          |
| Tosh McKinlay        | 25                        | 0                         | 3                         | 1                         | 3          | 0          | 0           | 0          | 6               | 0               | 2               | 0               | 1                   | 0                   | 0                   | 0                   | 35       | 0     | 5           | 1          |
| Brian McLaughlin     | 19                        | 1                         | 0                         | 0                         | 2          | 0          | 0           | 0          | 3               | 0               | 0               | 0               | 1                   | 0                   | 0                   | 0                   | 25       | 1     | 0           | 0          |
| Jackie McNamara      | 28                        | 1                         | 4                         | 0                         | 4          | 0          | 0           | 0          | 5               | 0               | 1               | 0               | 3                   | 0                   | 0                   | 0                   | 40       | 1     | 5           | 0          |
| Paul McStay          | 14                        | 1                         | 1                         | 0                         | 1          | 0          | 0           | 0          | 4               | 0               | 0               | 0               | 1                   | 0                   | 0                   | 0                   | 20       | 1     | 1           | 0          |
| Phil O’Donnell       | 17                        | 2                         | 3                         | 0                         | 1          | 0          | 0           | 0          | 6               | 2               | 0               | 0               | 0                   | 0                   | 0                   | 0                   | 24       | 4     | 3           | 0          |
| Brian O’Neil         | 14                        | 2                         | 1                         | 1                         | 3          | 0          | 0           | 0          | 0               | 0               | 0               | 0               | 1                   | 0                   | 0                   | 0                   | 18       | 2     | 1           | 1          |
| Alan Stubbs          | 19                        | 0                         | 4                         | 1                         | 1          | 0          | 0           | 0          | 4               | 0               | 4               | 0               | 1                   | 0                   | 0                   | 0                   | 25       | 0     | 8           | 1          |
| Andreas Thom         | 23                        | 6                         | 1                         | 0                         | 4          | 0          | 0           | 0          | 5               | 0               | 0               | 0               | 3                   | 2                   | 0                   | 0                   | 35       | 8     | 1           | 0          |
| Pierre van Hooijdonk | 20                        | 14                        | 2                         | 0                         | 4          | 0          | 0           | 0          | 2               | 1               | 1               | 0               | 3                   | 1                   | 1                   | 0                   | 29       | 16    | 4           | 0          |
| Morten Wieghorst     | 15                        | 2                         | 0                         | 0                         | 4          | 0          | 0           | 0          | 0               | 0               | 0               | 0               | 1                   | 0                   | 0                   | 0                   | 20       | 2     | 0           | 0          |

### Zuschauerzahlen und Sponsoren
| Celtic Park       | 60.355 1 | 858.443 | 47.691 | 79,02 % | n. b. | CR Smith | Umbro |
| Stand: Saisonende |          |         |        |         |       |          |       |